# US F1 Team
US F1 Team (también llamado informalmente USGPE, United States Grand Prix Engineering), originalmente USF1 Team, fue un proyecto fallido de equipo estadounidense de Fórmula 1, que se encontraba inscrito para participar en la temporada 2010.

## La escudería
El equipo era propiedad de Peter Windsor, quien trabajó para Williams y Toyota, y Ken Anderson, exdirector técnico del Equipe Ligier y vinculado a la NASCAR. En un principio el equipo sería 100% estadounidense, con pilotos y tecnología estadounidense, viéndose beneficiado por los túneles de viento que el mismo Anderson gestionaba en Carolina del Norte. Además, iban a contar con un segundo cuartel general en el circuito Motorland (Ciudad del Motor de Aragón) en Alcañiz (Aragón, España), con un circuito de 5 km para sus pruebas. También usarían motores Cosworth. De haber competido para la temporada 2010, este equipo se hubiese convertido en el tercer equipo estadounidense en disputar el mundial, después de que si lo hiciece el Team Hass (USA) Ltd. que participó en las temporadas 1985 y 1986. El constructor estadounidense más exitoso participó en 1974 a 1976, el equipo del magnate estadounidense de coches de carreras, Roger Penske, quien de hecho, logró ganar la válida del Gran Premio de Austria con el piloto británico John Watson en el año de 1976, además sumando dos terceros lugares en el Gran Premio de Gran Bretaña y Gran Premio de Francia, posicionando a Penske Racing en el quinto lugar del campeonato de constructores, como la mejor referencia de un equipo estadounidense a la fecha.

### Historia
Peter Windsor confirmó en el Gran Premio de Baréin de 2009 (24 de abril de 2009) que el equipo había efectuado un depósito en favor de Cosworth, que aseguraría a la escuadra el uso de los motores Cosworth V8 para su planeado ingreso a la Fórmula 1 en 2010.
El 12 de junio de 2009, US F1 fue confirmado por la FIA como uno de los equipos que participaría en la temporada 2010 de Fórmula 1. El anuncio de la FIA establecía que la escudería utilizaría motores Cosworth confirmando así los dichos previos de Peter Windsor.
El 30 de noviembre de 2009, la FIA hizo pública la lista de participantes para la temporada 2010 dando a conocer que la escuadra competirá bajo el nombre de US F1 Team y con motores Cosworth. Asimismo en dicho comunicado se anunció que los coches llevarán pintados los números 22 y 23.
US F1 pretendía hacer su presentación oficial el 24 de febrero de 2010. Sin embargo, el 17 de febrero de 2010, Peter Windsor admitió que el equipo no podía cumplir los plazos establecidos para el Gran Premio de Baréin y aseguró que la única opción sería un posible fusión con el otro equipo con dificultades económicas, Campos Meta.
El 1 de marzo de 2010, el equipo US F1 solicitó a la FIA posponer su entrada en la Fórmula 1 a la temporada 2011, ofreciendo una compensación millonaria a la Federación como fianza para su participación en la próxima temporada. Esta opción era una de las contempladas por el equipo desde que se comprendió que no estarían listos para la primera carrera de la temporada. Se desconoce cuál será la decisión de la FIA tras esta petición del equipo de Charlotte. Al parecer, el proyecto del equipo estadounidense continuaría con el importante apoyo de Chad Hurley, que sería quien pagara la indeminación, después de que sus negociaciones con el renovado equipo Campos se hayan roto. Por otro lado, el británico James Rossiter, antiguo piloto probador de Honda, que habría firmado un preacuerdo con la escudería para acompañar a 'Pechito' López, ha roto las negociaciones tras conocer que el equipo no estará en Baréin.
El 3 de marzo de 2010, la fábrica del equipo USF1 cerró sus puertas, después de que Ken Anderson anunciara a sus empleados el equipo no iba a presentarse en ninguna de las carreras de la temporada.

### Pilotos
Si bien el equipo no nombró oficialmente sus pilotos para la temporada 2010 de Fórmula 1, el 22 de enero de 2010 se confirmó un acuerdo con el piloto argentino José María López. James Rossiter dijo que había sido contratado por el equipo poco antes de sus problemas.
Sin embargo, debido al incierto futuro del equipo, el argentino José María López anunció el 2 de marzo de 2010 su desvinculación de US F1.

## Cypher Group
A mediados de 2010, los planes emergieron en una nueva perspectiva americana, la escudería se llamaría «Cypher», dato que después se confirmaría para ser reformada desde los restos de USF1 para entrar en la temporada 2011 de Fórmula 1. Esta nueva denominación del equipo no estaría relacionada ni con Ken Anderson ni Peter Windsor.
La escudería retiró su candidatura en el fin de semana del Gran Premio de Hungría de 2010, causada por unos insuficientes fondos.